# Hyperolius acuticeps
Espèce
Statut de conservation UICN

 LC  : Préoccupation mineure
Hyperolius acuticeps est une espèce d'amphibiens de la famille des Hyperoliidae.

## Répartition
Cette espèce se rencontre :
- dans le nord du Malawi ;
- dans le sud de la Tanzanie.

Sa présence est incertaine en Zambie.

## Publication originale
- Ahl, 1931 : Amphibia, Anura III, Polypedatidae. Das Tierreich, vol. 55, p. 477.